# باشگاه فوتبال آ. ث. لومتزانه
آ. ث. لومتزانه (به ایتالیایی: Associazione Calcio Lumezzane) یک باشگاه فوتبال در ایتالیا و در شهر لومتزانه، لمباردی واقع شده‌است. این باشگاه هم‌اکنون در لیگ دسته سوم ایتالیا (Lega Pro Prima Divisione) بازی می‌کند. ماریو بالوتلی در فصل ۰۷-۲۰۰۶ در این تیم بازی می‌کرد.

## تاریخچه
این باشگاه در تاریخ ۱۹۴۸ تاَسیس شد. در۲۶ نوامبر ٢٠٠٩ تیم لومتزانه با غلبه بر تیم لیگ برتری آتالانتا در خانه حریف در رقابت‌های جام حذفی ایتالیا یکی از بزرگترین پیروزی تاریخ خود را رقم زد

## رنگ و نشان
رنگ پیراهن تیم آبی و قرمز می‌باشد.